# Cercidium andicola
Cercidium andicola är en ärtväxtart som beskrevs av August Heinrich Rudolf Grisebach. Cercidium andicola ingår i släktet Cercidium och familjen ärtväxter. Inga underarter finns listade i Catalogue of Life.